# Луглайоки
Луглайоки (устар. Лиглайоки) — река в России, протекает по территории Суоярвского района Карелии.

## География и гидрология
Длина реки составляет 17 км, площадь водосборного бассейна — 154 км². Устье реки находится в 3 км от устья Поясйоки по левому берегу.
Исток реки находится в озере Кескиярви, которое протокой сообщается с озером Юляярви. Далее река протекает через озеро Луглаярви, а ниже в него впадает протока из озера Иоутсенлампи.

## Данные водного реестра
По данным государственного водного реестра России относится к Балтийскому бассейновому округу, водохозяйственный участок реки — Шуя, речной подбассейн реки — Свирь (включая реки бассейна Онежского озера). Относится к речному бассейну реки Нева (включая бассейны рек Онежского и Ладожского озера).
Код объекта в государственном водном реестре — 01040100112102000014134.

## Топографические карты
- Лист карты P-36-51,52 Мёхкё. Масштаб: 1 : 100 000. Состояние местности на 1981 год. Издание 1986 г.
- Лист карты P-36-65,66 Суоярви. Масштаб: 1 : 100 000. Состояние местности на 1983 год. Издание 1985 г.